# Andrea Gail
Die Andrea Gail war ein Fischereischiff, das zum Schwertfischfang benutzt wurde. Am 28. Oktober 1991 verschwand sie im Nordatlantik während eines starken Unwetters, das sich aus den Resten des Hurrikans Grace und zweier weiterer Wettersysteme gebildet hatte.
Das Fangboot wurde 1978 auf der Werft Eastern Marina, Inc. in Panama City (Florida) als Miss Penny gebaut. Das Schiff verfügte über einen Stahlrumpf. Es war dieselgetrieben und verfügte über einen Propeller, zwei Decks, einen Mast und einen rechteckigen Heckspiegel.
Die Geschichte dieses Schiffes diente dem Roman The Perfect Storm und seiner Verfilmung als Vorlage.

## Das Unglück
Am 21. September 1991 lief die Andrea Gail zur Neufundlandbank (engl. „Grand Banks“) zum Schwertfischfang von Gloucester in Massachusetts aus. Diesen Hafen steuerte sie meist zum Verladen ihres Fanges und zur Auffüllung von Treibstoff und Vorräten an. An Bord befanden sich sechs Mann, Kapitän William „Billy“ Tyne, Robert „Bobby“ Shatford, Dale „Murph“ Murphy, David „Sully“ Sullivan, Michael „Bugsy“ Moran und Alfred Pierre, sowie Vorräte für knapp 40 bis 50 Tage. Sie führte für die Fahrt 34.000 Liter Dieselkraftstoff und 7.500 Liter Wasser in Tanks mit. Zusätzlich lagerten etwa 6.000 Liter Diesel und knapp 2.000 Liter Wasser in Fässern an Deck. Wegen schlechter Fangergebnisse steuerte der Kapitän Nordostkurs zum Flemish Cap, 560 km östlich St. John’s, Neufundland. Am 26. Oktober begann die Rückreise. Gegen Abend des 28. Oktober 1991 geriet sie in ein schweres Unwetter. Kapitän Tyne meldete seine Position bei 44° 0′ 0″ N, 56° 24′ 0″ W, 330 km nordöstlich von Sable Island. Sein Wetterbericht meldete 9-m-Wellen und Windböen bis zu 80 Knoten (150 km/h). Über den weiteren Verbleib von Schiff und Besatzung ist nichts bekannt, außer Rettungsfloß, Tanks, Kleinteilen und dem Notfunksender (EPIRB) der Andrea Gail, der am 6. November 1991 am Ufer von Sable Island gefunden wurde, blieb alles andere verschollen. Wahrscheinlich kenterte die Andrea Gail in den bis zu 18 Meter hohen Wellen, die Besatzung ertrank.
Das schwere Unwetter, das der Andrea Gail zum Verhängnis wurde, kam durch das Zusammentreffen dreier Wettersysteme zustande: ein vom amerikanischen Festland in östlicher Richtung ziehendes Tiefdruckgebiet traf auf ein Hoch aus Kanada, das kalte und trockene Luft mit sich führte und nach Süden unterwegs war. Befeuert wurde dieses Zusammentreffen schließlich durch die feuchtwarmen Überreste des Hurrikans Grace.

## Das Buch und der Film
Sebastian Junger hat einen Roman mit dem Titel The Perfect Storm über das Unglück geschrieben, der später von Wolfgang Petersen unter dem gleichnamigen englischen Titel bzw. dem deutschen Titel Der Sturm verfilmt wurde. Aus dramaturgischen Gründen lässt der Film an Bord der Andrea Gail Dinge geschehen, die auf verschiedenen anderen Fischerbooten vorgekommen sind. Auch ist das Unwetter, in dem die Andrea Gail verschollen ist, bei weitem nicht der schwerste Sturm, der je aufgezeichnet wurde, wie im Film gesagt wird.
Als der Autor für sein Buch Nachforschungen anstellte, bekam er von einem Meteorologen die Auskunft, dass die drei oben erwähnten Wettersysteme, die über dem Nordatlantik zu dieser Zeit zusammengekommen waren, die Zutaten für einen perfekten Sturm gewesen seien. Daraus ergab sich dann der Titel für das Buch.